# Antisa
Antisa (griego Άντισσα) fue una ciudad de la isla de Lesbos, en la punta oeste, cerca del cabo Sigrios, al suroeste de la polis lesbia de Metimna.
Igual que las ciudades lesbias de Ereso y Pirra, y Quíos eran autónomas dentro de la Liga de Delos. No pagaban tributo, sino que aportaba su flota, con sus propios jefes.
El historiador Mírsilo afirma que Antisa fue originalmente una isla, y que en su época Lesbos era llamada Isa. Plinio el Viejo la sitúa entre las tierras rescatadas al mar, y que fue unida a tierra firme. Ovidio, al hablar de los cambios que experimentó la superficie de la tierra cuenta la misma historia. En otro pasaje donde enumera los antiguos nombres de Lesbos, Plinio menciona Lasia, pero no Isa.
Se unió a Mitilene en la revuelta contra Atenas durante la guerra del Peloponeso (428 a. C.). Resistió los primeros ataques de los metimneos, pero cuando Mitilene fue reconquistada por los atenienses Antisa también cayó en su poder.
Fue ocupada y destruida por Roma en 168 a. C. por haber acogido en su puerto a las naves de Antenor, el almirante del rey macedonio Perseo. La población fue trasladada a Metimna.
Las ruinas encontradas por Richard Pococke en Calas Limneonas, un poco al noreste del cabo Sigrios, pueden ser las de Antisa. 
Las excavaciones arqueológicas realizadas por Winnifred Lamb sacaron a la luz la muralla y edificios de la Edad del Bronce, como por ejemplo una estructura absidial. El originario yacimiento isleño está actualmente en tierra firme en un istmo arenoso. Sus restos más significativos son los de un castillo medieval. En la parte oriental de la ciudad se han hallado restos del muelle del puerto.
En ella nació el poeta Terpandro, inventor de la lira de siete cuerdas. El estratego (general) ateniense, Ifícrates vivió su retiro en Antisa.